# Marco Lollio (console 13)
Marco Lollio (in latino Marcus Lollius; fl. I secolo) è stato un politico romano.

## Origini familiari
Lollio era figlio del ricco Marco Lollio, console nel 21 a.C. e Aurelia Cotta, donna di straordinaria bellezza e sorella adottiva di Marco Aurelio Cotta Massimo Messalino. Aveva un fratello, Publio Lollio Massimo, un amico del poeta Orazio.

## Biografia
Poco si sa della carriera politica di Lollio, ma fu probabilmente console suffetto nel 13.

### Matrimonio e discendenza
Lollio si sposò con Volusia Saturnina, figlia di Quinto Volusio Saturnino, prefetto nel 50-51, e di Claudia, a sua volta figlia di Druso Claudio Nerone, sorella di Tiberio Claudio Nerone e quindi zia di Tiberio e Druso maggiore. Ebbero due figlie: Lollia Paolina, moglie di Caligola, e Lollia Saturnina, moglie di Decimo Valerio Asiatico.